# Wiktorówki

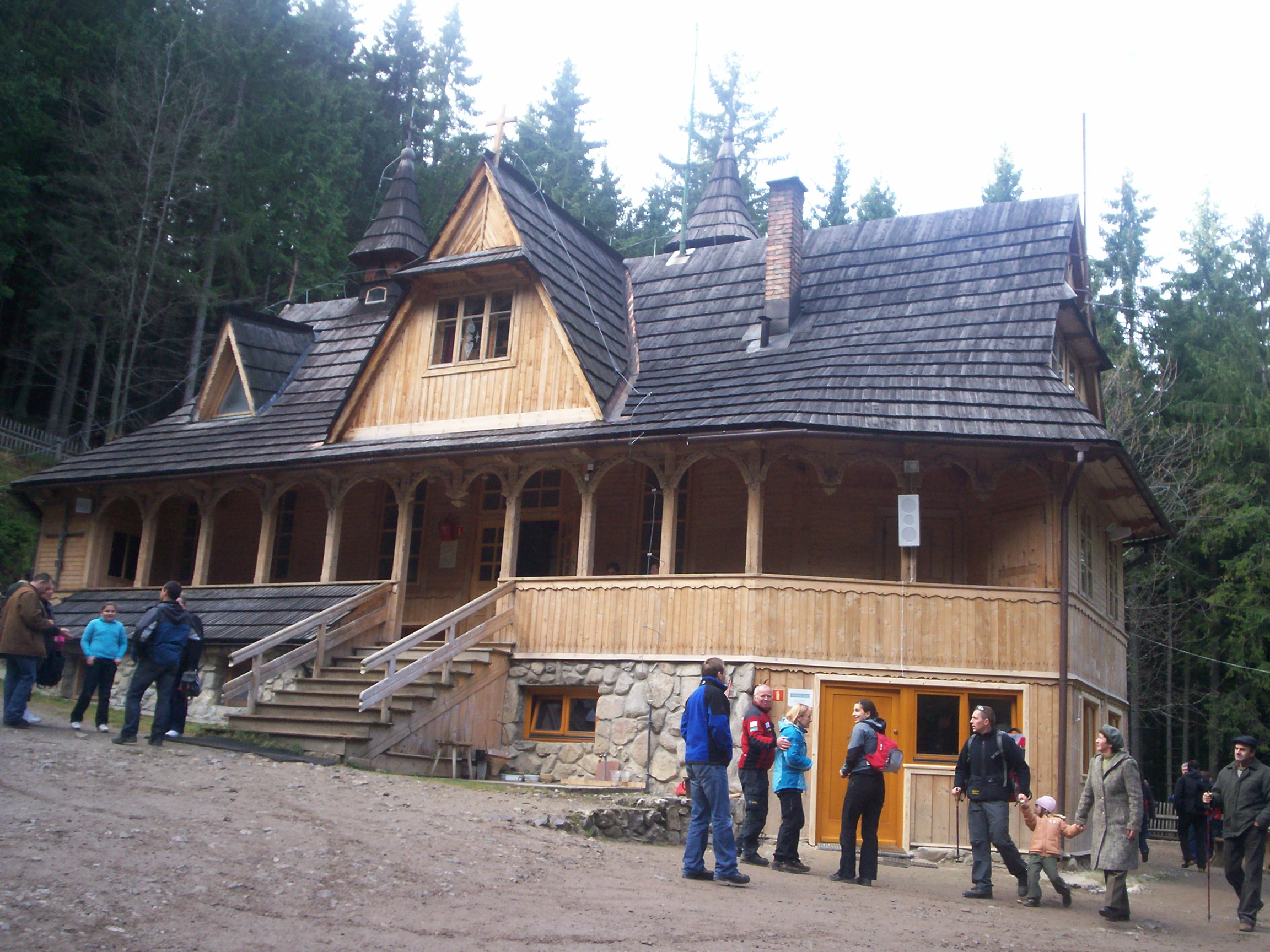
Sanktuarium Maryjne na Wiktorówkach

Wiktorówki – rozciągająca się na wysokości około 1000–1300 m n.p.m. dolna część zboczy w północnym ramieniu Gęsiej Szyi w polskich Tatrach Wysokich. Wiktorówki stanowią orograficznie lewe zbocza Doliny Złotej. W pobliżu znajduje się Rusinowa Polana.
Wiktorówki porasta las świerkowy, ale jest na nim niewielki wyrąb, na którym wybudowano Sanktuarium Maryjne na Wiktorówkach.

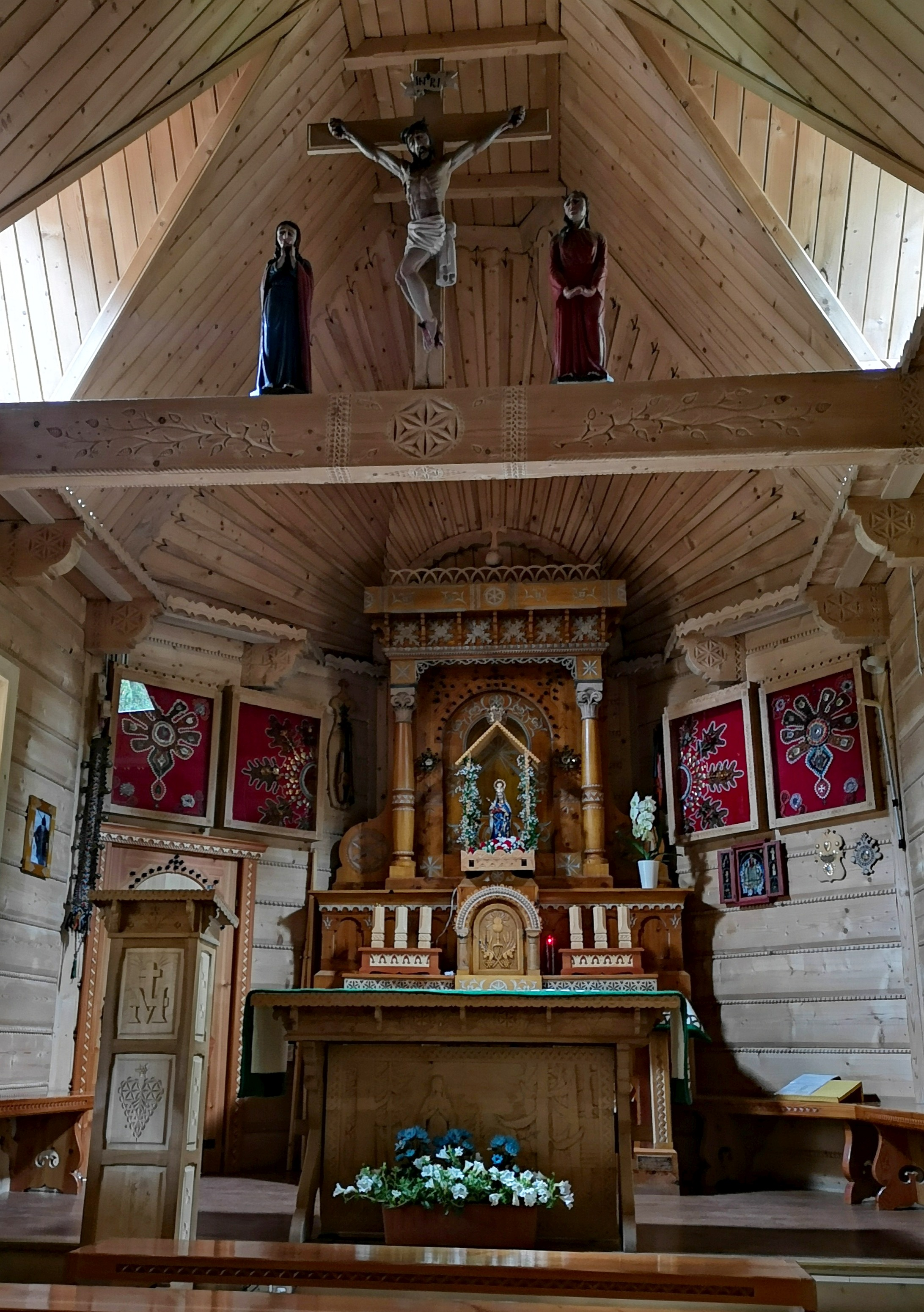
Sanktuarium Maryjne na Wiktorówkach – wnętrze

## Szlaki turystyczne
– niebieski szlak z Zazadniej obok sanktuarium na Rusinową Polanę i dalej do Palenicy Białczańskiej.
- Czas przejścia z Zazadniej na Rusinową Polanę: 1:15 h, ↓ 1 h
- Czas przejścia z Rusinowej Polany do Palenicy Białczańskiej: 40 min, z powrotem 50 min.